# ノーナ・リーヴス
ノーナ・リーヴス（英語: NONA REEVES）は、1995年に結成された日本のバンド。所属芸能事務所はココモ・ブラザーズ、所属レコード会社はタワーレコード株式会社。

## 略歴
- 1992年4月、早稲田大学の音楽サークル「トラベリング・ライト」で上京してきた西寺郷太と小松シゲルが出会う。
- 1993年4月、一学年下の奥田健介が「トラベリング・ライト」に参加。西寺と小松が新入生歓迎ライブで披露したスライ&ザ・ファミリー・ストーンのコピー・バンドに興味を示したことがきっかけ。西寺と小松は新入生奥田の「耳の良さ」に驚いたと語る。
- 1995年5月9日、西寺郷太が最初のノーナ・リーヴス名義の曲「自由の小鳥 / BIRD SONG」のデモテープを作成。当初はまだ彼のソロ・プロジェクトとしてカセットMTRを使った作品作りが続いた。しばらくして合流した小松が、奥田をギタリストとして誘うべきだと主張。徐々にバンド・スタイルに移行。
- 1996年2月、下北沢CLUB QUEにて奥田健介が加入し初ライブ。ここに正式なバンドとしての5人編成の初期ノーナ・リーヴスが完成した。
- 1996年12月13日、UNDER FLOWER RECORDS内レーベルのGiant-Robotからファースト・アルバム『SIDECAR』をリリース。
- 1997年夏、セカンド・アルバム『QUICKLY』の発表と同時に、ギタリストの師岡忍と、ベーシストの小山晃一が脱退。以後、西寺郷太、奥田健介、小松シゲルの3人編成となる。
- 1997年11月25日、ワーナーミュージック・ジャパンから『Golf EP』でメジャー・デビュー。ほぼ同時に、全国各地のFM, AM局でレギュラー番組がはじまる。
- 2002年、『ANIMATION』『FRIDAY NIGHT』『DESTINY』と3枚のオリジナル・アルバムを発表した丸5年間のワーナーとの契約期間を終え、日本コロムビアに移籍。アルバム『NONA REEVES』『SWEET REACTION』をリリース。
- 2004年、トライエム(現:徳間ジャパンコミュニケーションズ)に移籍。アルバム『THE SPHYNX』『3×3』『DAYDREAM PARK』『GO』をリリース。
- 2006年には、バンドの初リリースから10周年を記念し、選曲家橋本徹による『free soul of NONA REEVES』が発売された。橋本が手がける名門コンピレーション『free soul』シリーズ中、日本人バンドのアルバム企画としては初の試みである。
- 2011年6月8日、Billboard Japanが立ち上げたレコード・レーベルBillboard Recordsからカバーシリーズ“Choice”の第1弾となる『"CHOICE" by NONA REEVES』をリリースした。『CHOICE』シリーズは好評を呼び、第三弾まで続いている。また、アルバム『POP STATION』『FOREVER FOREVER』『BLACKBERRY JAM』もリリース。
- ドイツ、フランス、イギリス、スペインなどヨーロッパ諸国、韓国、アメリカ合衆国、及び南米諸国で作品が正式にリリースされている。
- 2017年、メジャー・デビュー20周年を迎え、古巣ワーナーミュージック・ジャパンに復帰。ベスト・アルバム『POP'N SOUL 20〜The Very Best of NONA REEVES』が発売され、アルバム『MISSION』『未来』もリリースされた。
- 2018年4月18日、インディーズ・メジャーでリリースされたアルバム全22作品を定額制音楽配信ストリーミング・サービスのApple Music、Spotify、KKBOX、LINE MUSIC、AWAにて配信開始[2][3]。また、これまでiTunes、moraなどで未配信であったシングル・アルバム作品（特に2002年-2006年の間にリリースされた作品）についても、ダウンロード販売を開始。
- 2020年6月12日、NONA REEVESとタワーレコードがタッグを組み、タワーレコード内に新レーベル「daydream park records」を設立[4]。

## バンド名の由来
「ノーナ」は敬愛するマーヴィン・ゲイの娘ノーナ・ゲイから、「リーヴス」はモータウン伝説のシンガー、マーサ・リーヴスからそれぞれ名をもらい架空の人格として生み出した女性の名前がバンド名の由来となっている。
ちなみにNONAとはラテン語で「9」の意味も持つ。9は、西洋、東洋ともに歴史的に「最高」の象徴とされる数字だという。

## メンバー
西寺郷太（にしでら ごうた、1973年11月27日 - ）
東京都生まれ、京都府育ち。血液型B型。早稲田大学第二文学部を卒業。ボーカル担当。ノーナ・リーヴスのメイン・ソングライター。既婚者。
通称「郷玉（ゴウタマ）」。
父方の実家は寺。名前の由来はゴータマ・シッダールタ。
日本を代表するマイケル・ジャクソン・マニアとして、各種メディアでの執筆、発言を重ねている。
奥田健介（おくだ けんすけ、1974年4月27日 - ）
福岡県生まれ、滋賀県大津市育ち。血液型B型。早稲田大学商学部を卒業。ギター、キーボード担当。既婚者。
通称「オッケン」。
アレンジャー、プレイヤーとして堂島孝平、みうらじゅん、土岐麻子、ナイス橋本、m-flo、空気公団、スネオヘアー、安東由美子、CHEMISTRY、野宮真貴、レキシなど多数のセッション、ライヴ、テレビ出演に参加。作曲家としても、土岐麻子、坂本真綾、南波志帆ほかに作品を提供。
影響を受けたアーティストは、ローリング・ストーンズ、ビーチ・ボーイズ、フランク・ザッパ、ジミ・ヘンドリックス、ザ・クラッシュ、スペシャルズ、マーティン・デニー、細野晴臣など。
小松シゲル（こまつ シゲル、1972年10月23日 - ）
長野県飯山市出身。血液型O型。早稲田大学社会科学部を卒業。ドラム担当。既婚者。
通称「コマボー」。
堂島孝平、キリンジ、佐野元春、Mellowhead、BONNIE PINK、大沢誉志幸、遊佐未森、河口恭吾、いきものがかり、土岐麻子、KinKi Kids、CHEMISTRY、YUKI、YO-KING、中田裕二、シンリズム、南波志帆、レキシなど、数多くのバンド、ミュージシャンのレコーディング及びライヴ、テレビ出演でのサポート・ドラマーとして活躍している。
身長180cmで、メンバーの中では一番背が高い。
スポーツ万能で、学生時代熱中していた剣道では長野県警に誘われるほどの腕前であった。
特技は大食い。
影響を受けたアーティストは、スティーリー・ダン、ジェイムス・ブラウン、マイルス・デイヴィス、カーティス・メイフィールド、スティーヴィー・ワンダー、イアン・デューリー、荒井由実など。

### 元メンバー
師岡忍（もろおか しのぶ、1975年 - ）
1997年脱退。
ギタリストで作曲も手掛けた。
小山晃一（おやま こういち、1973年 - ）
1997年脱退。
ベーシスト。
ともに結成時からのメンバーだったが、インディーズ2枚目のアルバム「QUICKLY」発表後に脱退。2018年より音楽活動を再開し、2021年よりソロプロジェクト「https://x.com/oyamanga」として活動中。
リョータ・ニーソ
レコード会社のホームページに「ノーナ・リーヴスの初期メンバー」との記載がある。1999年ミニアルバム「TINY SONG」をリリース。

### サポート・メンバー
千ヶ崎学（ちがさき まなぶ、1971年4月25日 - ）
横浜市出身。ベース担当。学生時代、3人と同じサークル「トラベリング・ライト」に所属する。ノーナの他にもキリンジ、大沢誉志幸、青山陽一、安室奈美恵ら、多数セッション及びレコーディング、ツアーに参加。
西寺のみ「ヒゲちゃん」（もしくは「ヒゲ」、「ハイゲ（HIGE）」）という愛称で呼ぶ。
2013年夏、KIRINJIに加入。
大神田智彦（おおかんだ ともひこ、1976年11月18日 - ）
山梨県出身。ベース担当。平井堅、中島美嘉、川口大輔、土岐麻子らとのセッション、ツアー、レコーディングも多数参加。
冨田謙（とみた ゆずる）
愛知県出身。キーボード担当（現在のサポート・メンバー）。元Small Circle of Friendsのメンバーで、現在は元ノーナ・リーヴスのベーシストである小山晃一も所属するin timeのメンバーとして活動中。宇多田ヒカル、Fantastic Plastic Machine、高杉さと美など数多くのミュージシャンのライヴやサポート・プレイヤー、アレンジャーとしてレコーディングに参加もしている。通称：YT（ワイティー）。
窪田渡（くぼた わたる）
キーボード担当。2006年に空気公団に加入。通称：ジャジー窪田（西寺が名づけた）。
小泉一郎（こいずみ いちろう）
キーボード担当。Cymbalsのセカンド・アルバム『Mr.Noon Special』に参加。通称：パット小泉。
渡辺シュンスケ（わたなべ シュンスケ、1975年1月7日 - ）
名古屋市出身。O型。キーボード担当。自身のバンド、カフェロンのヴォーカル&ピアノを担当し、作詞・作曲をしている。ソロでもライヴ活動をし、アレンジャー、サポートとしてはCHEMISTRY、BONNIE PINK、木村カエラ、堂島孝平など数多くのミュージシャンの作品やライヴに参加している。通称：シュンちゃん。
村田シゲ（むらた シゲ）
ベース担当。本名 村田知之。RUNT STARを2003年10月に脱退。現在は□□□（クチロロ）、CUBISMO GRAFICO FIVEのメンバー。通称：シゲ。
須藤優（すとう ゆう）
ベース担当。U&DESIGNのメンバー。堂島孝平、Schroeder-Headzなどのライヴにもサポート・プレイヤーとして参加している。通称：スッティ。
真城めぐみ（ましろ めぐみ）
コーラス担当。元ロッテンハッツ。現ヒックスヴィル、ましまろ。ライブでのコーラスの他、「LOVE TOGETHER」「DJ! DJ! 〜とどかぬ想い〜」「ENJOYEE!」ほか、多数楽曲にもコーラスとして参加している。
林 幸治（はやし こうじ）
ベース担当。TRICERATOPS、Uniolla、Nothern Boysのメンバー。PLAGUES、mellowhead、ジョンB&ザ・ドーナッツのサポート・ベーシストとしても活動している。アルバム「未来」のレコーディングや2020年2月のビルボードライブ以降のサポートに加え、「NEVERENDING HIGHWAY TOUR with KOJI HAYASHI」として4人で全国のライブハウスを巡る公演を不定期で行なっている。

## 作品

### シングル/EP

#### CD
| 全作詞: 西寺郷太。 |                       |           |                    |      |
| #                  | タイトル              | 作詞      | 作曲               | 時間 |
| 1.                 | 「FORTY PIES」        | 西寺郷太  | 西寺郷太           | 3:52 |
| 2.                 | 「GOLF」              | 西寺郷太  | 西寺郷太           | 3:13 |
| 3.                 | 「HiPPY CHRiSTMAS」   | 西寺郷太  | 西寺郷太・奥田健介 | 5:25 |
| 4.                 | 「ANDY SUMMERS SAID」 | 西寺郷太  | 西寺郷太           | 1:06 |
| 合計時間:          | 合計時間:             | 合計時間: | 13:36              |      |

| 全作詞: 西寺郷太。 |                               |           |          |      |
| #                  | タイトル                      | 作詞      | 作曲     | 時間 |
| 1.                 | 「ANIMATION #1」              | 西寺郷太  | 西寺郷太 | 2:41 |
| 2.                 | 「MTR」                       | 西寺郷太  | 西寺郷太 | 2:25 |
| 3.                 | 「WARNER MUSIC」              | 西寺郷太  | 西寺郷太 | 3:31 |
| 4.                 | 「SHE IS AN ELEPHANT」        | 西寺郷太  | 奥田健介 | 3:48 |
| 5.                 | 「IF YOU SEE HER, SAY HELLO」 | 西寺郷太  | 西寺郷太 | 2:14 |
| 合計時間:          | 合計時間:                     | 合計時間: | 14:39    |      |

| #  | タイトル                         | 作詞 | 作曲・編曲 |
| -- | -------------------------------- | ---- | ---------- |
| 1. | 「I HEARD THE SOUND」            |      |            |
| 2. | 「CESSNA」                       |      |            |
| 3. | 「MOTORMAN (SHE'S NOT WAITING)」 |      |            |

| #         | タイトル                           | 作詞             | 作曲                       | 時間  |
| --------- | ---------------------------------- | ---------------- | -------------------------- | ----- |
| 1.        | 「CHANGIN'」                       | 西寺郷太・竹前裕 | 西寺郷太・奥田健介・小松茂 | 4:28  |
| 2.        | 「ENJOYEE! (YOUR LIFETIME)」(Live) | 西寺郷太         | 西寺郷太                   | 5:17  |
| 3.        | 「HIPPOPOTAMUS」(Live)             | 西寺郷太         | 山下達郎                   | 5:33  |
| 4.        | 「CHANGIN'」(Lesson)               |                  | 奥田健介                   | 4:26  |
| 合計時間: | 合計時間:                          | 合計時間:        | 合計時間:                  | 19:44 |

| #         | タイトル                                                                    | 作詞               | 作曲               | 時間  |
| --------- | --------------------------------------------------------------------------- | ------------------ | ------------------ | ----- |
| 1.        | 「透明ガール」                                                              | いしわたり淳治     | 西寺郷太           | 4:37  |
| 2.        | 「I WANT U BACK」(LIVE)                                                     | 西寺郷太           | 西寺郷太           | 4:51  |
| 3.        | 「ジャクソン・ファイヴ・メドレー」(帰ってほしいの / ABC / 小さな経験: LIVE) | THE CORPORATION TM | THE CORPORATION TM | 2:57  |
| 4.        | 「RHYTHM NIGHT」(LIVE)                                                      | 西寺郷太           | 西寺郷太・奥田健介 | 5:00  |
| 5.        | 「メモリーズ 〜ひと夏の記憶〜」(LIVE)                                       | 西寺郷太           | 西寺郷太           | 7:49  |
| 合計時間: | 合計時間:                                                                   | 合計時間:          | 合計時間:          | 25:14 |

| #         | タイトル                             | 作詞                 | 作曲               | 時間  |
| --------- | ------------------------------------ | -------------------- | ------------------ | ----- |
| 1.        | 「ラヴ・アライヴ」(feat. 宇多丸)     | 西寺郷太・佐々木士郎 | 西寺郷太・奥田健介 | 6:02  |
| 2.        | 「クリスマス・タイム」               | いしわたり淳治       | 西寺郷太           | 5:35  |
| 3.        | 「ラヴ・アライヴ」(instrumental)     |                      | 西寺郷太・奥田健介 | 6:02  |
| 4.        | 「クリスマス・タイム」(instrumental) |                      | 西寺郷太           | 5:33  |
| 合計時間: | 合計時間:                            | 合計時間:            | 合計時間:          | 23:12 |

#### 配信限定
| 全作詞・作曲: 西寺郷太。 |                     |          |            |      |
| #                        | タイトル            | 作詞     | 作曲・編曲 | 時間 |
| 1.                       | 「Hey, Everybody!」 | 西寺郷太 | 西寺郷太   | 3:34 |
| 合計時間:                | 合計時間:           | 3:34     |            |      |

| #         | タイトル                                            | 作詞      | 作曲      | 時間 |
| --------- | --------------------------------------------------- | --------- | --------- | ---- |
| 1.        | 「P-O-P-T-R-A-I-N」(ザ・トップ5 TBS RADIO 954 ver.) | 西寺郷太  | 西寺郷太  | 4:55 |
| 2.        | 「Welcome to the TOP 5」(TBS RADIO 954 ver.)        |           |           | 3:19 |
| 3.        | 「Party time the TOP 5」                            |           |           | 1:31 |
| 合計時間: | 合計時間:                                           | 合計時間: | 合計時間: | 9:45 |

| 全作詞・作曲: 西寺郷太。 |           |          |            |      |
| #                        | タイトル  | 作詞     | 作曲・編曲 | 時間 |
| 1.                       | 「未来」  | 西寺郷太 | 西寺郷太   | 3:35 |
| 合計時間:                | 合計時間: | 3:35     |            |      |

| 全作詞: Mummy-D・宇多丸・西寺郷太、全作曲: NONA REEVES。 |                                                 |                              |             |      |
| #                                                        | タイトル                                        | 作詞                         | 作曲・編曲  | 時間 |
| 1.                                                       | 「今夜はローリング・ストーン」(feat. RHYMESTER) | Mummy-D ・ 宇多丸 ・西寺郷太 | NONA REEVES | 4:34 |
| 合計時間:                                                | 合計時間:                                       | 4:34                         |             |      |

| 全作詞・作曲: 西寺郷太。 |                 |          |            |      |
| #                        | タイトル        | 作詞     | 作曲・編曲 | 時間 |
| 1.                       | 「Disco Amigo」 | 西寺郷太 | 西寺郷太   | 3:25 |
| 合計時間:                | 合計時間:       | 3:25     |            |      |

| 全作詞・作曲: 西寺郷太。 |               |          |            |      |
| #                        | タイトル      | 作詞     | 作曲・編曲 | 時間 |
| 1.                       | 「Seventeen」 | 西寺郷太 | 西寺郷太   | 3:39 |
| 合計時間:                | 合計時間:     | 3:39     |            |      |

### アルバム

#### オリジナル
|                                                      | 発売日                                       | タイトル                                     | 規格品番                                     | オリコン最高位                               |
| インディーズ（UNDER FLOWER RECORDSレーベル）         | インディーズ（UNDER FLOWER RECORDSレーベル） | インディーズ（UNDER FLOWER RECORDSレーベル） | インディーズ（UNDER FLOWER RECORDSレーベル） | インディーズ（UNDER FLOWER RECORDSレーベル） |
| ---------------------------------------------------- | -------------------------------------------- | -------------------------------------------- | -------------------------------------------- | -------------------------------------------- |
| 1st                                                  | 1996年12月13日                               | SIDECAR                                      | ROBOT-005                                    | 圏外                                         |
| 1st                                                  | 1999年12月10日                               | SIDECAR                                      | ROBOT-005                                    | 圏外                                         |
| 1st                                                  | 2004年8月25日                                | SIDECAR                                      | CITIZEN-02                                   | 圏外                                         |
| 1st                                                  | 2014年1月29日                                | SIDECAR                                      | VSCD-1742                                    | 圏外                                         |
| 2nd                                                  | 1997年8月25日                                | QUICKLY                                      | ROBOT-007                                    | 圏外                                         |
| 2nd                                                  | 2004年8月25日                                | QUICKLY                                      | CITIZEN-03                                   | 圏外                                         |
| 2nd                                                  | 2014年1月29日                                | QUICKLY                                      | VSCD-1743                                    | 圏外                                         |
| メジャー（WARNER MUSIC JAPANレーベル）               |                                              |                                              |                                              |                                              |
| 3rd                                                  | 1999年2月5日                                 | ANIMATION                                    | WPC7-10011                                   | 圏外                                         |
| 3rd                                                  | 2013年4月24日                                | ANIMATION                                    | VSCD-1739                                    | 圏外                                         |
| 4th                                                  | 1999年12月10日                               | FRIDAY NIGHT                                 | WPC6-10048                                   | 圏外                                         |
| 4th                                                  | 2013年4月24日                                | FRIDAY NIGHT                                 | VSCD-1740                                    | 圏外                                         |
| 5th                                                  | 2000年10月12日                               | DESTINY                                      | WPC6-10106                                   | 64位                                         |
| 5th                                                  | 2013年4月24日                                | DESTINY                                      | VSCD-1741                                    | 64位                                         |
| メジャー（日本コロムビアレーベル）                   |                                              |                                              |                                              |                                              |
| 6th                                                  | 2002年9月25日                                | NONA REEVES                                  | COCP-31943                                   | 圏外                                         |
| 6th                                                  | 2023年12月13日                               | NONA REEVES                                  | GTDU-6                                       | 圏外                                         |
| 7th                                                  | 2003年7月23日                                | SWEET REACTION                               | COCP-50734                                   | 128位                                        |
| 7th                                                  | 2023年12月13日                               | SWEET REACTION                               | GTDU-7                                       | 圏外                                         |
| メジャー（徳間ジャパンコミュニケーションズレーベル） |                                              |                                              |                                              |                                              |
| 8th                                                  | 2004年10月21日                               | THE SPHYNX                                   | MECR-2013                                    | 163位                                        |
| 8th                                                  | 2023年12月13日                               | THE SPHYNX                                   | GTDU-8                                       | 圏外                                         |
| 9th                                                  | 2006年2月22日                                | 3×3                                          | TKCA-72980                                   | 180位                                        |
| 9th                                                  | 2023年12月13日                               | 3×3                                          | GTDU-9                                       | 圏外                                         |
| 10th                                                 | 2007年2月14日                                | DAYDREAM PARK                                | TKCA-73157                                   | 117位                                        |
| 10th                                                 | 2023年12月13日                               | DAYDREAM PARK                                | GTDU-10                                      | 圏外                                         |
| 11th                                                 | 2009年3月4日                                 | GO                                           | TKCA-73414                                   | 143位                                        |
| 11th                                                 | 2023年12月13日                               | GO                                           | GTDU-11                                      | 圏外                                         |
| インディーズ（Billboard Recordsレーベル）            |                                              |                                              |                                              |                                              |
| 12th                                                 | 2013年3月6日                                 | POP STATION                                  | HBRJ-1008                                    | 80位                                         |
| 13th                                                 | 2014年6月4日                                 | FOREVER FOREVER                              | HBRJ-1012                                    | 71位                                         |
| 14th                                                 | 2016年3月23日                                | BLACKBERRY JAM                               | HBRJ-1022                                    | 65位                                         |
| メジャー（WARNER MUSIC JAPANレーベル）               |                                              |                                              |                                              |                                              |
| 15th                                                 | 2017年10月25日                               | MISSION                                      | WPCL-12781                                   | 42位                                         |
| 16th                                                 | 2019年3月13日                                | 未来                                         | WPCL-13008                                   | 44位                                         |
| インディーズ（daydream park recordsレーベル）        |                                              |                                              |                                              |                                              |
| 17th                                                 | 2021年9月8日                                 | Discography                                  | DPR-0002/0003                                | 41位                                         |
| 17th                                                 | 2021年9月8日                                 | Discography                                  | DPR-0004                                     | 41位                                         |

#### ベスト
|     | 発売日         | タイトル                                                    | 規格品番    | オリコン最高位 |
| --- | -------------- | ----------------------------------------------------------- | ----------- | -------------- |
| 1st | 2001年12月19日 | GREATEST HITS / BOOK ONE                                    | WPC6-10195  | 圏外           |
| 1st | 2001年12月19日 | GREATEST HITS / BOOK ONE                                    | WPC6-10188  | 圏外           |
| 2nd | 2011年6月8日   | WARNER MUSIC YEARS / THE BEST OF NONA REEVES 1997-2001      | CITIZEN-006 | 204位          |
| 3rd | 2012年2月15日  | COLUMBIA & TOKUMA YEARS / THE BEST OF NONA REEVES 2002-2009 | CITIZEN-008 | 224位          |
| 4th | 2017年3月8日   | POP'N SOUL 20〜The Very Best of NONA REEVES                 | WPCL-12533  | 46位           |
| 4th | 2017年3月8日   | POP'N SOUL 20〜The Very Best of NONA REEVES                 | WPCL-12516  | 46位           |
| 5th | 2017年6月14日  | BILLBOARD BEST 2011-2016                                    | HBRJ-1026   | 147位          |

### 映像作品
|     | 発売日        | タイトル                         | 規格品番  | オリコン最高位    | 備考                                                                     |
| --- | ------------- | -------------------------------- | --------- | ----------------- | ------------------------------------------------------------------------ |
| 1st | 1998年8月25日 | VTR From The Dancefloor Pictures | ROVC-001  | -                 | 1998年までのクリップ集。                                                 |
| 2nd | 2006年5月24日 | LIVE                             | TKBA-1091 | オリコン最高187位 | 2005年に行われたライブ「ノーナとHiPPY CHRISTMAS 2005」が収録されている。 |
| 3rd | 2008年1月23日 | GREATEST HITS / VIDEO ONE        | TKBA-1110 | オリコン最高217位 | 2008年までに発表したプロモーション・ビデオが収録されている。             |

### 参加作品
| 発売日         | タイトル                                                                                       | 規格品番   | 収録曲                                                 |
| -------------- | ---------------------------------------------------------------------------------------------- | ---------- | ------------------------------------------------------ |
| 1998年11月26日 | Woom Feel So Good K805FM Music Pick Up Selection                                               | AMCY-2946  | 17.WARNER MUSIC                                        |
| 2003年3月5日   | トーキョーシティ・ライツ vol.1                                                                 | MTCH-1028  | 5.Put a little love in your heart (Parts 1&2)          |
| 2004年5月26日  | Go!Go!ライダー                                                                                 | TKCA-72681 | 12.SIDECAR                                             |
| 2006年10月20日 | 1976-2006 BEAMS 30th Anniversary                                                               | BBRC-6019  | 1.AS / 永遠の誓い                                      |
| 2007年3月21日  | Tribute to David Bowie                                                                         | GYCL-10021 | 2.LET'S DANCE                                          |
| 2008年9月24日  | 赤塚不二夫トリビュート〜四十一才の春だから〜                                                   | DFCL-1490  | 2.すきすきソング                                       |
| 2009年6月26日  | DJやついいちろう 1                                                                             | VICL-63348 | 4.透明ガール                                           |
| 2009年11月25日 | I Love You J-Ballads                                                                           | WPCL-10749 | 10.I LOVE YOUR SOUL                                    |
| 2010年7月21日  | ディスコ戦隊 アフレンジャー                                                                    | QACG-38001 | 7.I LOVE YOUR SOUL (Welcome To Mirrorball Theater Mix) |
| 2010年10月6日  | GOOD LOVIN' -下北系ギター・ポップコンピレーション-                                             | UVCA-3004  | 14.MOTORMAN                                            |
| 2014年5月14日  | Light Mellow Breeze                                                                            | WPCL-11787 | 14.BAD GIRL                                            |
| 2014年8月6日   | Light Mellow Moment                                                                            | TKCA-74116 | 9.DAYDREAM PARK                                        |
| 2014年8月20日  | Light Mellow Drive                                                                             | CDSOL-1597 | 14.三年                                                |
| 2014年12月3日  | クラムボン 結成20周年記念トリビュートアルバム 「Why not clammbon!?〜クラムボン・トリビュート」 | COCP-38844 | 6.SUPER☆STAR                                           |
| 2015年7月22日  | Light Mellow Travellin'                                                                        | COCP-39180 | 12.SWEETNESS                                           |
| 2019年2月6日   | A40 ハッピーラブソングス 2                                                                     | TKCA-74769 | 6.奇蹟                                                 |

## タイアップ一覧
| 年     | 曲名                                | タイアップ                                                                |
| ------ | ----------------------------------- | ------------------------------------------------------------------------- |
| 1997年 | FORTY PIES                          | ACC「全日本CMフェスティバル」告知CMソング                                 |
| 1998年 | MTR                                 | 三越「お中元」CMソング                                                    |
| 1998年 | WARNER MUSIC                        | TBS系『POP FILE』4月度エンディングテーマ                                  |
| 1999年 | STOP ME                             | テレビ神奈川『BEST OF J-ROCK』オープニングテーマ                          |
| 1999年 | STOP ME                             | デイリーヤマザキ CMソング                                                 |
| 2000年 | LOVE TOGETHER                       | タマノイ酢「はちみつ黒酢ダイエット」CMソング                              |
| 2000年 | AUGUST                              | 舞台『ロールシャッハ』テーマソング（2010年・2012年）                      |
| 2001年 | LOVE TOGETHER-パラッパラッパー MIX- | フジテレビ系アニメ『パラッパラッパー』オープニングテーマ（Episode1 - 15） |
| 2001年 | I LOVE YOUR SOUL                    | TBS系『ここがヘンだよ日本人』エンディングテーマ（2001年10月 - 12月）      |
| 2003年 | CHANGIN' (feat. YOU THE ROCK★)      | TBS系アニメ『GetBackers-奪還屋-』エンディングテーマ（第38話 - 第48話）    |
| 2003年 | 数学教師                            | 日本テレビ系『ロンブー龍』エンディングテーマ                              |
| 2003年 | ジェフ                              | WOWOWドラマ『マイ・ビッグ・ファット・ライフ!』テーマソング                |
| 2003年 | 愛するものは愛される                | 舞台『シティボーイズミックス PRESENTS NOTA 恙無き限界ワルツ』テーマソング |
| 2004年 | NEW SOUL                            | 舞台『PAPER RUNNER』テーマソング                                          |
| 2009年 | Hey, Everybody!                     | テレビ神奈川ほか『Music B.B.』3月度エンディングテーマ                     |
| 2013年 | Weee Like It!!!                     | NHKラジオ第1放送『LiLi＆GoのReady GO』テーマソング                        |
| 2017年 | 大逆転                              | NHK BSプレミアム『小林賢太郎テレビ10 “X”』テーマソング                    |
| 2020年 | Disco Amigo                         | 映画『遊星王子2021』エンディングテーマ                                    |

## 出演

### 過去のレギュラー・ラジオ番組
- Come on FUNKY Lips!/LIPS PARTY 21.jp（文化放送）
- NONA REEVES 西寺郷太のとんでもねずみ/西寺郷太のセクシー・ユー（FM石川）
- ミッドナイト・ゴング（FM FUJI）
- サブストリーム/NONA REEVES 「サマー・リアクション」（FM横浜）
- FM ROCK KIDS（AIR-G'）
- NONA REEVES 西寺郷太「LOVE TOGETHER」（FM大阪）
- NONA REEVES 西寺郷太「エンジョイ・ユア・ライフタイム」（Inter FM）

など

## 連載
- NONA REEVES 西寺郷太「ゲルマン民族大移動」（マッツ）
- 「西寺郷太の100秒でわかるポップ・レジェンド」（SPA!）

## 主なライブ

### ワンマンライブ・主催イベント
1999年から毎年12月開催 - ノーナとHiPPY CHRISTMAS ＠渋谷Quattro　他
2007年〜2009年8月 - SUMMER MEMORY　＠逗子海岸
- 2012年10月10日 - NONA REEVES presents WAW -We Are the World- 2012: w/GREAT3
- 2013年03月31日 - NONA REEVES presents WAW -We Are the World- 2013: w/堂島孝平/Small Boys
- 2013年06月〜07月 - NONA REEVES 2013 POP STATION TOUR
- 2013年08月〜09月 - NONA REEVES -oneman-
- 2014年06月 - Billboard Live OSAKA 2014
- 2014年10月 - NONA REEVES 2014 FOREVER FOREVER TOUR
- 2015年04月49日〜04月23日 - Choice 80's!!!!!!!! featuring Wham!
- 2017年03月26日・05月28日 - NONA REEVES デビュー20周年記念 赤坂ノーナ最高祭(さいこうさい)!!!
- 2017年07月16日 - NONA REEVES [NEVER ENDING “cafe” TOUR 2017] musica hall cafe
- 2017年10月14日 - NONA REEVES [NEVER ENDING “cafe” TOUR 2017] SOLE CAFE
- 2017年10月14日 - NONA REEVES  [NEVER ENDING “cafe” TOUR 2017] 城下公会堂
- 2017年10月28日〜11月18日 -  NONA REEVES "MISSION 2017" TOUR
- 2017年11月19日 - NONA REEVES [NEVER ENDING “cafe” TOUR 2017] musica hall cafe
- 2017年11月25日 - デビュー20周年記念　渋谷ノーナ最高祭!!! 第三夜
- 2017年12月10日 - NONA REEVES [NEVER ENDING “cafe” TOUR 2017] BO TAMBOURINE CAFE
- 2018年2月18日 - NONA REEVES "MISSION 2018"　TSUTAYA O-west
- 2018年2月27日 - PLAY VOL.53 渋谷La.Mama
- 2018年3月18日 - [No.Q] vol.1　新代田Fever
- 2018年3月24日 - NONA REEVES [NEVER ENDING "cafe" TOUR 2018] cafe AOZORA
- 2018年3月25日 - NONA REEVES [NEVER ENDING "cafe" TOUR 2018] 紫明会館
- 2018年4月10日 - Billboard Live OSAKA
- 2018年4月13日 - Billboard Live TOKYO
- 2018年5月18日 - PLAY VOL.58 渋谷La.Mama
- 2018年7月28日 - NONA REEVES [NEVER ENDING “cafe” TOUR 2018] 三軒茶屋 Grapefruit Moon
- 2018年8月29日 - PLAY VOL.63 渋谷La.Mama
- 2018年9月27日 - [No.Q] vol.2　新代田Fever
- 2018年10月18-25日 - 小松シゲル BIRTHDAY TOUR 2018　東名阪
- 2019年2月17日 - NONA REEVES [NEVER ENDING “cafe” TOUR 2019] 三軒茶屋GRAPEFRUIT MOON
- 2019年2月25日 - PLAY VOL.72
- 2019年5月3日-6月1日 - THE FUTURE 2019
- 2019年6月23日 - THE FUTURE 2019＜追加公演＞
- 2019年8月3日 - 信州いいやまノーナ・フェス 2019
- 2019年9月25日 - NONA REEVES [NEVER ENDING “cafe” TOUR 2019] Billboard cafe & dining
- 2019年10月18日 - NONA REEVES [NEVER ENDING "cafe" TOUR 2019] ハナウタザッカテン
- 2019年10月26日 - NEVER ENDING "cafe" TOUR 2019 cafe the EACH TIME
- 2019年11月19,29,30日 - THE FUTURE 2019 ＜追加公演＞
- 2020年2月7日 - NONA REEVES Billboard Live "President Tonight 2020"
- 2020年2月14日 - 仙台 LIVE HOUSE enn 2nd
- ※2020年3月〜　予定されていたNEVER ENDING “cafe” TOUR 2020 はコロナ禍のため延期
- 2020年9月18日 - NONA REEVES ONLINE いいやま ノーナ・フェス 2020 〜LIVE LOVERS〜 from Billboard Live supported by CASIO
- 2021年7月23日 - TOWER RECORDS presents『SUMMER PARTY 2021』～NONA REEVES“Seventeen” Release Live～
- 2021年10月25日〜 - NONA REEVES "Discography Deluxe 2021"　ビルボードライブ大阪、東京、横浜
- 2022年10月22日 - 小松シゲル、飯山で生まれて今年で50年になります。飯山市文化交流館 なちゅら 小ホール
- 2022年11月1日 - NONA REEVES 25th ANNIVERSARY Billboard Live TOUR“3×25”ビルボードライブ横浜
- 2022年11月15日 - NONA REEVES 25th ANNIVERSARY Billboard Live TOUR“3×25”ビルボードライブ東京
- 2023年1月11日 - NONA REEVES 25th ANNIVERSARY Billboard Live TOUR“3×25”ビルボードライブ大阪
- 2023年5月27日 - 京都GOTOWN FREAK 磔磔
- 2023年8月5日 - 信州いいやまノーナ・フェス2023
- 2024年1月22,29日 -“ゼロ年代の NONA REEVES”ビルボードライブ東京、大阪
- 2024年1月30日 -“NEVER ENDING HIGHWAY TOUR 2024 with KOJI HAYASHI”京都紫明会館
- 2024年2月3日 -“NEVER ENDING HIGHWAY TOUR 2024 with KOJI HAYASHI”町田まほろ座
- 2024年2月4日 -“NEVER ENDING HIGHWAY TOUR 2024 with KOJI HAYASHI”名取café the EACH TIME
- 2024年2月9日 -“NEVER ENDING HIGHWAY TOUR 2024 with KOJI HAYASHI”佐賀・唐津 虹の松原ホテル The Beach
- 2024年2月10日 -“NEVER ENDING HIGHWAY TOUR 2024 with KOJI HAYASHI”福岡・天神 Public bar Bassic.
- 2024年2月11日 -“NEVER ENDING HIGHWAY TOUR 2024 with KOJI HAYASHI”福岡・小倉 MEGAHERTZ
- 2024年2月18日 -“NEVER ENDING HIGHWAY TOUR 2024 with KOJI HAYASHI”千葉・本八幡 Route Fourteen
- 2024年3月1日 -“NEVER ENDING HIGHWAY TOUR 2024 with KOJI HAYASHI”神奈川・横浜 THUMBS UP
- 2024年3月12日 -“NEVER ENDING HIGHWAY TOUR 2024 with KOJI HAYASHI”大阪・心斎橋 Music Club JANUS
- 2024年3月13日 -“NEVER ENDING HIGHWAY TOUR 2024 with KOJI HAYASHI”名古屋・今池 Tokuzo
- 2024年3月30日 -“NEVER ENDING HIGHWAY TOUR 2024 with KOJI HAYASHI”with 真城めぐみ・冨田謙　青山 月見ル君想フ
- 2024年5月5日 -“NEVER ENDING HIGHWAY TOUR 2024 with KOJI HAYASHI”静岡UHU
- 2024年6月20日 -“NEVER ENDING HIGHWAY TOUR 2024 with KOJI HAYASHI”新松戸sound bar FIREBIRD
- 2024年8月30日 -“NEVER ENDING HIGHWAY TOUR 2024 with KOJI HAYASHI”福岡・小倉 MEGAHERTZ
- 2024年8月31日 -“NEVER ENDING HIGHWAY TOUR 2024 with KOJI HAYASHI”熊本Django
- 2024年10月27日 -“NEVER ENDING HIGHWAY TOUR 2024 with KOJI HAYASHI”山梨タノカンダコーヒー
- 2024年11月29日 - NONA REEVES China Tour 2024上海 新歌空间
- 2024年11月30日 - NONA REEVES China Tour 2024広州 SD LIVEHOUSE
- 2024年12月1日 - NONA REEVES China Tour 2024深圳 BO LIVE
- 2025年2月2日 -“NEVER ENDING HIGHWAY TOUR 2025 with KOJI HAYASHI”千葉 LOOK
- 2025年2月8日 -“NEVER ENDING HIGHWAY TOUR 2025 with KOJI HAYASHI”群馬・高崎 Club JAMMERS
- 2025年2月15日 -“NEVER ENDING HIGHWAY TOUR 2025 with KOJI HAYASHI”栃木・宇都宮 HELLO DOLLY
- 2025年2月22日 -“NEVER ENDING HIGHWAY TOUR 2025 with KOJI HAYASHI”茨城・水戸 SONIC
- 2025年3月8日 -“NEVER ENDING HIGHWAY TOUR 2025 with KOJI HAYASHI”兵庫・加古川 gratz
- 2025年3月9日 -“NEVER ENDING HIGHWAY TOUR 2025 with KOJI HAYASHI”名古屋・今池　Tokuzo
- 2025年3月15日 -“NEVER ENDING HIGHWAY TOUR 2025 with KOJI HAYASHI”宮城・名取 café the EACH TIME
- 2025年3月16日 -“NEVER ENDING HIGHWAY TOUR 2025 with KOJI HAYASHI”岩手・盛岡 the five morioka
- 2025年3月29日 -“NEVER ENDING HIGHWAY TOUR 2025 with KOJI HAYASHI”東京・荻窪 TOP BEAT CLUB
- 2025年4月13日 -“NEVER ENDING HIGHWAY TOUR 2025 with KOJI HAYASHI”神奈川・横浜 THUMBS UP
- 2025年4月19日 -“NEVER ENDING HIGHWAY TOUR 2025 with KOJI HAYASHI”香川・高松 sound space RIZIN'
- 2025年4月29日 -“NEVER ENDING HIGHWAY TOUR 2025 with KOJI HAYASHI”埼玉・西川口Hearts'
- 2025年4月29日 -“NEVER ENDING HIGHWAY TOUR 2025 with KOJI HAYASHI”千葉・本八幡Route14'

### 出演イベント
- 2000年12月30日 - LIVE DI:GA SPECIAL 2000 ACT I "Leave Remembrance Songs"
- 2003年08月22日 - FM802×トーキンロック×ぴあ×Lマガジン 「LIFE SIZE ROCK 03」
- 2007年07月06日 - KIKKAWA KOJI CLUB RADIO JUNGLE
- 2012年07月15日 - ROKKO SUN MUSIC 2012
- 2012年07月21日 - JOIN ALIVE 2012
- 2012年10月03日 - DJやついいちろう PLATINUM DISC RELEASE PARTY
- 2013年05月31日 - SUNKING 3rd Anniversary SUNKING ON THE BLOCK LIVE!!!
- 2013年06月22日 - YATSUI FESTIVAL! 2013
- 2013年07月14日 - ROKKO SUN MUSIC 2013
- 2013年07月21日 - 夏びらき MUSIC FESTIVAL 2013
- 2013年09月29日 - MASHIROCK FESTIVAL 2013
- 2013年10月21日・22日 - GOING UNDER GROUND QUATTRO MIRAGE 〜TOUR MIRAGE VOL.1〜
- 2013年11月01日 - NONAとNegicco「ときめきの "DOUBLE" HEADLINER!!」
- 2014年06月21日 - YATSUI FESTIVAL! 2014
- 2014年07月12日 - ROKKO SUN MUSIC 2014
- 2014年09月06日 - ROKKO SUN MUSIC 2014
- 2014年09月06日 - SUNKING ON THE BLOCK LIVE!!!! "SECOND COMING"『NONA REEVES × TRICERATOPS』
- 2015年02月06日 - SUNKING ON THE BLOCK -Sunset:Thanks for 5years-
- 2015年02月22日 - SMA 40th presents「堂島孝平 活動20周年記念公演 オールスター大感謝祭!」
- 2015年04月19日 - Choice 80's!!!!!!!! featuring Wham!
- 2015年04月28日 - Shiggy Jr. Presents「なんなんスかこれ。vol.2」
- 2015年06月20日 - YATSUI FESTIVAL! 2015
- 2015年07月08日 - NONA REEVES x TOKYO No.1 SOUL SET
- 2015年10月10日 - BEATRAM MUSIC FESTIVAL 2015
- 2015年12月26日 - NEGI祭 〜2015忘年会〜 supported by サトウ食品
- 2015年12月30日 - LIVE DI:GA JUDGEMENT 2015
- 2016年10月08日 - BEATRAM MUSIC FESTIVAL 2016
- 2016年11月27日 - SLENDERIE RECORD MUSIC AWARD
- 2017年06月17日 - YATSUI FESTIVAL! 2017
- 2017年07月16日 - JOIN ALIVE 2017
- 2017年08月26日 - 飯山さわごさ 2017
- 2017年09月23日 - 中津川 THE SOLAR BUDOKAN 2017
- 2018年06月16日 - YANO MUSIC FESTIVAL 2018 〜YAONのYANO Fes〜 @日比谷野外音楽堂
- 2018年06月28日 - FRONTIER BACKYARD & NONA REEVES presents "リズム・ネイション"
- 2018年07月19日 - SCOOBIE DO×NONA REEVES  SHIBUYA CLUB QUATTRO 30th ANNIVERSARY "QUATTRO STANDARDS"
- 2018年08月19日 - IKURA's AMERICAN FESTIVAL 2018　富士スピードウェイ
- 2018年09月22日 - 中津川 THE SOLAR BUDOKAN 2018
- 2019年06月15日 - YATSUI FESTIVAL! 2019
- 2019年7月7日 - ROKKO SUN MUSIC 2019
- 2019年10月8日 - フィロソフィーのダンス presents「Singurality 5」
- 2021年7月4日 - ROKKO SUN MUSIC 2021
- 2022年12月11日 - ブジウギ音楽祭2022 〜BOOZY WOOGIE〜
- 2024年4月20日 - Kiss FM KOBE「アコースティックフェスティバル」
- 2024年5月4日 - 第13回吉原寺音祭と寺っテラ市 ＠妙祥寺
- 2024年6月1,2日 - 『GOTOWN FREAK 京都磔磔 2024』
- 2024年8月3,4日 -『信州いいやまノーナ・フェス 2024』
- 2024年8月18日 -『GOTOWN FREAK 有楽町 2024』
- 2024年9月1日 - 叫人Fes2024 佐賀県唐津市浜崎海岸 Green Beach House
- 2024年9月1日 - 叫人Fes2024 佐賀県唐津市浜崎海岸 Green Beach House
- 2025年4月20日 - KAKOGAWA MUSIC FES 2025（カコフェス2025）